# Manuel Font i Rius
Manuel Font i Rius (nace en Vilanova de Bellpuig, Lleida, el 1 de noviembre de 1895, y falleció en Bellpuig, el 29 de octubre de 1992). A los treinta años fue alcalde de Vilanova de Bellpuig. Se desposó con Adriana Huguet i Arrufat de Sant Martí de Riucorb (de Maldà). Tuvieron dos hijos: Josep y Jaume, y tres hijas: Ramona, María y Nuria.

## Biografía
Fue un gran empresario. Propietario de una importante almazara en Bellpuig, productora de un excelente aceite frutado arbequino destinado a la exportación. Construye una importante industria descascaradora de frutos secos y repelado de almendras, abastecedora de la industria turronera nacional. Se dedicó a la elaboración de vinos industriales. Construyó el primer secadero nacional de maíz híbrido.
En 1960,con la ayuda de sus hijos Josep y Jaume instala una industria deshidratadora de alfalfa. Patenta la marca PIGMENTALFA, (alfalfa desfibrada granulada de alta proteína para piensos compuestos). En 1965 construye una fábrica de piensos ALPICESA para la ganadería estabulada, marca M. FONT RIUS. Crea una de las primeras organizaciones de ganadería avícola “integrada” (aves reproductoras, gallinas ponedoras, incubadoras de pollitos, pollos “broiler” para engorde. Construye un importante complejo industrial para el sacrificio de aves y elaborados cárnicos INAVESA, comerciados con la marca POLLBÓ, de reconocido prestigio, y la extracción de proteína cárnica en polvo, y aceite de la grasa aviar. Fue el presidente del consejo de administración de las diversas empresas que formaron el “Grupo empresarial “ M. FONT RIUS. Durante muchos años fue vocal provincial en el sector nacional de aceites y frutos secos.
Fue esencialmente un buen padre de familia, una persona que creó mucho empleo, y que fomentaba el bienestar y la riqueza en su entorno. Tenía un gran sentido del deber y del trabajo bien realizado. La dedicación profesional y el amor a su familia dieron un profundo sentido a su vida. Su lema era “Haz el bien y no mires a quien”. Falleció en su casa de Bellpuig, a los 97 años de edad, siendo en aquel momento la persona de más edad de la Villa. Fue enterrado en el Panteón familiar junto a su querida esposa Adriana y a su hijo Josep Font i Huguet, destacado político leridano e insigne escritor. Fue un buen católico creyente y practicante toda su vida.

## Obra social
- En 1940 financió la reconstrucción de la iglesia del convento de los Padres Paules en la Villa de Bellpuig.
- En 1952 hizo la donación del altar dedicado a San Antonio a la iglesia parroquial de Bellpuig.
- En 1955 fue el patrocinador de los Juegos Florales de Bellpuig.
- En 1957 junto a su familia “Font i Huguet” fueron los Priores en la tradicional fiesta de NUESTRA SEÑORA DE LOS DOLORES de Bellpuig.
- En 1989 junto a su hijo Jaume, participó y colaboró en la construcción del Panteón - Monumento a su hijo Josep, fallecido en 1988.